# Барыкина, Людмила Тадьевна
Людми́ла Та́дьевна Бары́кина (21 января 1953, Бельцы — 3 декабря 2023, Москва) — советская и российская эстрадная певица. Всесоюзную аудиоизвестность получила после выхода в 1976 году концептуального альбома Давида Тухманова «По волне моей памяти», для которого записала песню «Смятение». Была четвёртой (следующей за Аллой Пугачёвой) и последней солисткой-женщиной вокально-инструментального ансамбля «Весёлые ребята» (1977—1981), во время работы в котором стала узнаваемой. После ухода из «Весёлых ребят» выступала в ресторанах, завершив карьеру певицы с распадом СССР в начале 1990-х годов. Кроме нескольких кадров, ни одной целой видеозаписи с выступлениями Людмилы Барыкиной в публичном пространстве не сохранилось. Долгое время о Барыкиной почти ничего не было известно за пределами узкого профессионального круга, пока в 2009 году она не дала первое в своей жизни интервью.

## Биография

### Детство и юность
Родилась 21 января 1953 года в городе Бельцы в Молдавии. Росла в семье без отца; мать работала в местном доме культуры и, не имея возможности оставить дочь дома, брала её с собой на работу.
В доме культуры Людмила смотрела взрослые фильмы и затем на стоящем в доме культуры рояле подбирала песни из этих фильмов и пыталась петь. Увидев увлечение дочери, мать отдала её в шестилетнем возрасте в музыкальную школу по классу фортепиано. Денег на покупку пианино в семье не было, и поначалу Людмила играла на домбре. Чтобы учиться играть на фортепиано, она нарисовала клавиши на бумаге и в течение года таким образом учила ноты и тренировала растяжку пальцев. Через год мать купила пианино в кредит. Фортепиано Людмиле не очень нравилось, больше ей нравился вокал. Долгое время она училась только на классической музыке, но в одиннадцатилетнем возрасте поехала погостить к тёте в Румынию и впервые в большом объёме услышав эстрадную музыку, поменяла к ней отношение.
В 1970 году окончила школу, но ещё в 8-м классе поступила в музыкальное училище. После 3 курса училища в 1971 году поступила в Кишинёвскую консерваторию по классу вокала; певческий голос был определён как колоратурное сопрано. Учась в училище, начала петь в эстрадном ансамбле «Орион», который базировался в Центральном доме культуры Бельц. После начала учёбы в Кишинёве продолжала периодически выступать с ними во время приездов к матери в Бельцы.
В 1972 году «Орион» с Людмилой Барыкиной в качестве солистки принял участие в конкурсе «Янтарная труба» в Каунасе, где занял 3-е место с песней «Баллада о красках». В качестве поощрения Барыкина с ансамблем были записаны фирмой «Мелодия» на вышедший в начале 1974 года миньон «Молдавские ВИА» с песней Петрэ и Иона Теодоровичей на стихи Штефана Петраки «Нумай ной». Многие музыканты «Ориона» впоследствии эмигрировали из СССР, и никто, кроме Людмилы Барыкиной, не продолжил музыкальную карьеру.

### «Букурия», переезд в Ленинград, «Чайки», «Добры молодцы», «Магистраль»
На втором курсе консерватории Людмилу Барыкину пригласили певицей в джаз-оркестр «Букурия», и она, бросив учёбу, начала профессиональную эстрадную карьеру. Проработав в «Букурии» около полугода и познакомившись на гастролях оркестра с первым мужем, Барыкина оставила этот коллектив и в конце 1972 года поехала в Ленинград с целью устройства на работу в «Ленконцерт». Там она стала брать уроки вокала у известного вокального педагога Лины Архангельской.
Только в мае 1973 года по предложению одного из администраторов «Ленконцерта» она устроилась в ансамбль «Чайки» Крымской филармонии, в котором работали только девушки, но задержалась там ненадолго, перейдя в октябре 1973 года в ансамбль «Невский» при Ленинградской областной филармонии. В «Невском» Барыкина работала до февраля 1975 года, перейдя затем в ансамбль «Добры молодцы». Позже Барыкина говорила о них:
Из профессиональных ансамблей мне ещё [помимо «Весёлых ребят»] очень нравились «Добры молодцы», но не тот состав, в который я пришла. А тот, что был до этого, который я видела в «Юбилейном» под руководством Антипина. Очень сильный был состав. Меня и приглашали в тот состав. Но когда я пришла, то оказалось, что того состава уже нет.
С «Добрыми молодцами», в которых Барыкина работала до конца 1975 года, она записала как солистка несколько песен («За синей речной излукой», «То не ветер ветку клонит», «Любит или не любит», «Разве могло быть такое», «Был месяц май»), вышедших затем на различных альбомах — самого ансамбля и авторов, с которыми сотрудничал ансамбль. В этом же ансамбле она познакомилась со своим вторым мужем Олегом (Аликом) Петровым.
Работая в «Добрых молодцах», Барыкина познакомилась с Юрием Антоновым, писавшим для ансамбля песни. Через короткое время, начав самостоятельную карьеру и создав для этого собственный аккомпанирующий ансамбль «Магистраль», Антонов пригласил туда Людмилу Барыкину и — в качестве гитариста — её мужа Алика Петрова (в «Магистрали» Петров играл на двенадцатиструнной гитаре). На вопрос «Что было интересного в „Магистрали?“» Людмила Барыкина отвечала лапидарно: «Там был Юрий Антонов, и мы ему аккомпанировали. Вот что там было». В ансамбле Антонова Барыкина работала с января по май 1976 года.

### Песня Давида Тухманова «Смятение»
В начале 1976 года, зимой, Давид Тухманов, услышавший с подачи Вячеслава Добрынина записи Людмилы Барыкиной, пригласил её для записи песни «Смятение» из концептуального альбома «По волне моей памяти» в свою студию. Он не говорил певице, что о записи песни надо молчать, но поскольку не разрешал даже брать домой текст песни, об общем запрете она догадалась сама.
Когда я записывала вокал, на фонограмме была бас-гитара, барабаны и ритм-гитара. Клавиш не было. Тухманов шифровался по полной программе. Он никому ничего не показывал и не рассказывал об этой работе. Я сама ничего не знала. Для чего эта запись, для какой пластинки? Музыкантов я тоже не видела.
Тухманов провёл с Барыкиной всего одну репетицию. Не понимавшая, чего от неё хотят, Барыкина попробовала петь с «хрипотцой». Этот вариант понравился жене Тухманова и фактическому продюсеру альбома Татьяне Сашко, но Тухманов, боявшийся, что запись из-за этого могут не пропустить, попросил певицу спеть мягче. «Мягкий» вариант записи и вошёл затем в альбом.
Во время записи Барыкина была простужена и, как ей казалось, «где-то недотягивала», но поскольку вечером дня записи она уезжала с ансамблем «Магистраль» на гастроли в Ленинград, времени перепеть у неё уже не было: «Это со мной было часто. Всегда перед какими-то ответственными моментами со мной что-то такое приключалось».
Работая позже в ансамбле «Весёлые ребята» Павла Слободкина, Барыкина поначалу исполняла «Смятение» на концертах ансамбля. В 1978 году, приехав в родной город Бельцы в Молдавию, она узнала, что её мать умерла, и застала её уже в морге. Придя в опустевший дом матери, она увидела на проигрывателе пластинку «По волне моей памяти» и, потрясённая, разбила её. После этого исполнять «Смятение» она не могла, но Слободкин настаивал: «Люда, эту песню надо петь. Надо». Поддавшись на уговоры, Барыкина начала петь «Смятение» на одном из концертов, но у неё перехватило горло, и она заплакала прямо на сцене. Руководитель ансамбля больше не просил её об исполнении, и вернуться к песне она смогла только через пять лет — после разрыва со Слободкиным и «Весёлыми ребятами».

### «Надежда»
В июне 1976 года Людмила Барыкина перешла из антоновской «Магистрали» в вокально-инструментальный ансамбль «Надежда» по приглашению основателя и руководителя ансамбля Миши Плоткина. Плоткин объяснял приглашение Барыкиной тем, что «всегда хотел иметь в составе двух вокалисток» (первой, пришедшей в марте того же года, была Людмила Шабина, до этого также, как и Барыкина, работавшая бэк-вокалисткой у Юрия Антонова в «Магистрали»). Сравнивая двух своих солисток, Плоткин спустя почти сорок лет сказал: «Они одинаково сильные и талантливые, но, несмотря ни на что, как sexy больше проходила Шабина».
Одной из самых заметных песен, исполнявшихся Барыкиной в этом коллективе, был «джаз-вальс» (по определению самой Барыкиной) «Осенний сад» Юрия Саульского на стихи Виктора Орлова. Во второй половине 1976 года Саульский выдвинул эту песню и Людмилу Барыкину как её исполнителя на конкурс эстрадной песни в Японии. Вторым конкурирующим кандидатом для поездки на конкурс был Владимир Мигуля, но организаторы-японцы выбрали Барыкину. Когда у Барыкиной уже был готов загранпаспорт, ей позвонили из Министерства культуры СССР и сказали, что поездка отменяется. Причиной отмены стал угон в Японию 6 сентября 1976 года советским лётчиком-перебежчиком Виктором Беленко самолёта МиГ-25. «Осенний сад» впоследствии получил бо́льшую известность в исполнении Софии Ротару.
В «Надежде» Барыкина также пела песню «17 лет», исполнение которой иногда ошибочно приписывается другой вокалистке ансамбля — Людмиле Шабиной.
Проработав в «Надежде» меньше года, в апреле 1977 года Людмила Барыкина из неё ушла и после этого прослушивалась в ансамбле «Самоцветы». В коллективе уже работала приглашённая руководителем «Самоцветов» Юрием Маликовым вместе с мужем Владимиром Пресняковым-старшим Елена Преснякова, но Маликов, тем не менее, смотрел и других солисток. В конце концов, он отказался от Людмилы Барыкиной и окончательно остановился на Пресняковой.

### «Весёлые ребята»
В мае 1977 года Людмилу Барыкину по рекомендации Давида Тухманова пригласил в свой ансамбль «Весёлые ребята» Павел Слободкин. Сама Барыкина расценивала это приглашение как «знак серьёзного признания». Миша Плоткин, объясняя переход Барыкиной из «Надежды» в «Весёлые ребята», считал, что она также руководствовалась соображениями престижности — «Весёлые ребята» относились к «Москонцерту», а не, как «Надежда», к Ставропольской или Калмыцкой филармонии. Первой песней в «Весёлых ребятах» для Людмилы Барыкиной стала перешедшая к ней после ушедшей из ансамбля Аллы Пугачёвой «Посреди зимы». Барыкина была четвёртой и последней солисткой в «Весёлых ребятах»; после её ухода Слободкин никогда больше не приглашал для работы в своём ансамбле женщин.
Когда певица уже начала репетировать с «Весёлыми ребятами», Министерство культуры СССР предложило ей, вероятно, в качестве компенсации за несостоявшуюся поездку в Японию, участие в телевизионной передаче «Рунд» в Германской Демократической Республике. Это была первая зарубежная поездка Людмилы Барыкиной. Из трёх песен, предложенных Барыкиной, организаторы выбрали «Куклу». Филармоническое платье, в котором собиралась выступать певица, ей пришлось по требованию организаторов поменять на джинсы и майку, которую тут же, перед прямым эфиром, порвали. Гримёрная Барыкиной была общей с Сьюзи Кватро, с которой она обменялась автографами. Продюсер голландской группы «Лимузин» предложил ей поработать с его группой, но она перенаправила его в Госконцерт и много позже узнала, что советская организация-монополист не ответила на четыре телеграммы голландского продюсера с предложением подписания двухлетнего контракта на работу Барыкиной в группе как солистки.
В том же 1977 году Людмила Барыкина вместе с «Весёлыми ребятами» участвовала в фестивале «Братиславская лира», где снова пела «Куклу». В фестивале участвовала также группа Boney M., подарившая «Весёлым ребятам» четыре или пять своих песен, с которыми советский ансамбль потом выступал уже на своих концертах. В 1979 году на Дрезденском шлягер-фестивале Барыкина спела песню Александра Зацепина и немецкую песню, получив приз зрительских симпатий.
В «Весёлых ребятах» Людмила Барыкина как солистка исполняла мало песен, но все они стали популярными в СССР после выхода на миньонах и альбомах: «Кукла» (Александр Морозов — Глеб Горбовский) и русские каверы западных шлягеров «Уходило лето», «В последний раз», «Никогда не поверю», «Помню, помню».
Я пела «Куклу», которую просто ненавидела. Мне никогда не нравились детские вещи. Я воспитывалась на Элле Фицджеральд, на Джеймсе Брауне, а тут мне Слободкин предложил «Куклу». Вероятно, он её готовил для Пугачёвой. Песню эту я не любила, хотя моей внучке она нравится.
В конце августа 1980 года, на седьмом месяце беременности, Людмила Барыкина ушла в декретный отпуск и в ноябре родила двойню — Марию и Ивана. Менее чем через два месяца после их рождения она с «Весёлыми ребятами» уже принимала участие в новогоднем сборном концерте в Лужниках.
В апреле 1981 года Барыкина поехала с ансамблем на двадцатидневные гастроли и за день или два до их окончания получила телеграмму из Москонцерта о том, что у неё заболел сын и ей необходимо срочно вылететь в Москву. Она прервала гастроли и, вернувшись домой, нашла у сына лишь насморк. Для Слободкина, державшего ансамбль в тонусе в том числе за счёт жёсткой дисциплины (он, например, штрафовал всех участников за опоздания), этого было достаточно, чтобы полностью отстранить её от работы в ансамбле. Официально она была уволена из «Весёлых ребят» и Москонцерта в апреле 1983.
Сама Барыкина всегда очень высоко оценивала «Весёлых ребят» и возможность своей работы в ансамбле:
…Певицей я себя почувствовала именно в «Весёлых ребятах». Все мои близкие хвастались, что я там работаю. Меня распирало от гордости на концертах, хотя я не тщеславный человек. <…> «Весёлые ребята» были очень сплочённым коллективом, и мне там нравилось работать. Никто подлянок никогда не делал. У меня не было проблем там. Мы были друзьями, и я никогда не была яблоком раздора. Я была там как рыба в воде. Мы часто встречались на гастролях с разными ансамблями, и, можно сказать, мы все были одним большим советским ансамблем. Единственно, «Весёлые ребята» как-то выделялись из этой массы, а все остальные были похожи.

### Центральный дом туриста, работа в ресторанах
Уйдя из «Весёлых ребят», Людмила Барыкина, продолжая числиться в Москонцерте и получая там до 1983 года зарплату, устроилась на работу в варьете при Московском объединении музыкальных ансамблей (МОМА) на втором этаже Центрального дома туриста, где она пела две песни — молдавскую и из репертуара Барбры Стрейзанд. Язык исполнения последней определялся присутствием (русский) или отсутствием (английский) в зале представителей МОМА. Вместе с Людмилой Барыкиной в варьете работали Александр Шабин, Евгений Печёнов, Юрий Шахназаров, Михаил Степанков. Отработав свою часть в программе варьете, Барыкина брала такси и ехала выступать в ресторан в Салтыковку. Вместе со Степанковым она единожды съездила на гастроли с ансамблем «Красные маки».
После ухода с 33-го этажа Центрального дома туриста группы «Карнавал» на его месте появился новый безымянный состав, пригласивший Барыкину выступать вместе с ними. До прихода Барыкиной они выступали как типичный советский ресторанный ансамбль, беря за любую заказанную посетителем песню (почти всегда советскую) 10 рублей. Барыкина предложила полностью исключить из репертуара «совковые» песни, исполнять только «фирменные» песни на английском языке, сделать три отделения в разных костюмах (у самой Барыкиной было двенадцать костюмов и клипсы с пятью программами подсветки) и брать за одну песню 25 рублей. Через некоторое время состоятельный швейцарец, побывавший на их выступлении, подарил им цветомузыку. Заказ столика на выступление группы стоил 100 рублей. Не очень высокий профессиональный уровень музыкантов искупался их старательностью; позже все они эмигрировали из России. Группа исполняла самые новые мировые хиты; Барыкина, в том числе, перепела весь репертуар Sade. Значительную часть доходов от выступлений группа тратила на приобретение аппаратуры. Раз в месяц приглашался консультант из компании «Динакорд» для отстраивания звука в зале — в результате он звучал как в студии. Репетиции были ежедневными. Если до барыкинских нововведений каждый участник группы зарабатывал 450 рублей в месяц, то в первый месяц после них — 1800.
После начала антиалкогольной кампании 1985—1990 годов вся группа перешла работать в мотель «Солнечный», но вскоре музыканты группы начали эмигрировать из СССР, и Людмила Барыкина перешла работать в ресторан «Севастополь». С распадом СССР и сопутствующими ему криминальными войнами работа в ресторане стала сопряжена с большими рисками для жизни и здоровья, и Барыкина её прекратила. В конце 1989 года она съездила в двухмесячную гастрольную поездку в США, спонсировавшуюся Анисом Мухаметшиным, в которой была одной из трёх солисток, и это было её последним публичным выступлением. После приглашения участвовать в сборном концерте в концертном зале «Россия» Людмила Барыкина, отказавшись петь в этом концерте под фонограмму, полностью прекратила все выступления.
В 1989 году записала для фильма «Женщина дня» песню «Пароль дождя»; записывалась также в качестве бэк-вокалистки.
Уход из вокально-инструментальных ансамблей и свою работу в ресторанах Людмила Барыкина оценивала с точки зрения большого расширения репертуара, перехода с «совковых» песен на «фирменные», и никогда об этом не жалела:
Вот почему мне кабак всегда нравился? Потому что я сама себе выбирала репертуар. Чтобы оценить певицу, ей надо дать развернуться. Вот когда она поёт то, что хочет, то только тут и можно объективно судить о ней.

### Смерть
Умерла 3 декабря 2023 года в Москве на 71-м году жизни после ампутации ноги. Похоронена на Волковском кладбище в Мытищах (участок 9Н).

## Личная жизнь
С первым мужем Людмила Барыкина познакомилась в ранней молодости на первых гастролях с джаз-оркестром «Букурия» — после того, как ушла со второго курса консерватории. Выйдя замуж, она оставила «Букурию» и приехала в Ленинград.
Со вторым мужем, гитаристом Олегом (Аликом) Петровым, Людмила Барыкина познакомилась в 1975 году в вокально-инструментальном ансамбле «Добры молодцы», в начале 1976 года вместе с ним перешла в аккомпанирующий состав Юрия Антонова «Магистраль» и в середине 1976 года — в вокально-инструментальный ансамбль «Надежда». В «Надежде» Алик Петров, по свидетельству клавишника и вокалиста ансамбля Евгения Печёнова, уже не играл на гитаре, а «иногда выходил петь в вокальной группе, иногда за пультом сидел». Именно Петров, рассказывавший всем, что «у него есть приятель — чумовой гитарист», привёл в «Надежду» Владимира Кузьмина, которого руководитель ансамбля Миша Плоткин сразу же взял. Петров отсутствует на всех известных фотографиях музыкантов ВИА «Надежда». В 1977 году Людмила Барыкина перешла в вокально-инструментальный ансамбль «Весёлые ребята» уже без Алика Петрова.
Александр Буйнов, работавший в 1977—1981 годах вместе с Людмилой Барыкиной в ВИА «Весёлые ребята», признался в интервью 2011 года: «…Я любил Люду Барыкину. Это моя история, мои страдания». Сама Людмила Барыкина в интервью 2009 года говорила о «Весёлых ребятах»: «Мы были друзьями, и я никогда не была яблоком раздора».
В ноябре 1980 года Людмила Барыкина родила близнецов — Марию и Ивана.

## «Однофамильство» с Александром Барыкиным
В 1978—1979 годах Людмила Барыкина работала в «Весёлых ребятах» одновременно с Александром Бырыкиным, который ненадолго вернулся в ансамбль (до этого он играл в «Весёлых ребятах» в 1973—1976 годах). Руководитель «Весёлых ребят» Павел Слободкин, которому фамилия Бырыкин, видимо, казалась неблагозвучной, решил на миньоне 1979 года, предшествовавшем новому альбому ансамбля «Музыкальный глобус», «дать» Бырыкину ту же фамилию, что и у Людмилы Барыкиной, сопроводив это брошенной музыкантам фразой «думайте, что хотите». Бырыкин фактически с этим согласился, поменяв свою фамилию в 1982 году и в паспорте, и позже говорил об этом: «Это нас Паша в „Весёлых ребятах“ свёл с Людкой под одну фамилию. Точнее, меня свёл…». Сама же Людмила Барыкина шутила: «Когда меня спрашивали по поводу Саши „Вы жена или дочь?“, я всегда отвечала: „Дочь“». У Давида Тухманова, который в 1976 году впервые свёл на одной обложке альбома «По волне моей памяти» Людмилу Барыкину и Александра Бырыкина, подобные вопросы даже не возникали.
После смерти Александра Барыкина о смене им фамилии свидетельствовал и Александр Буйнов, работавший вместе с Александром Барыкиным и Людмилой Барыкиной в ВИА «Весёлые ребята»: «А вы знаете, что он не Барыкин? Его настоящая фамилия Бырыкин. Между собой мы звали его Быря, а меня — Буй. Предки Быри — волжские купцы. Он любил об этом рассказывать».

## Имидж
Людмила Барыкина, по её словам, никогда не прибегала к услугам имиджмейкеров, и на её имидж никто впрямую не влиял. Это касалось в том числе и самого публичного её периода 1977—1981 годов в ансамбле «Весёлые ребята». Руководитель ансамбля Павел Слободкин никак не ограничивал её в поисках собственного имиджа. Сторонние наблюдатели, тем не менее, отмечают, что в начальный период работы в «Весёлых ребятах», исполняя доставшуюся ей «по наследству» от Аллы Пугачёвой песню «Посреди зимы», внешне она была похожа на Пугачёву.
Позже её стали сравнивать с популярной в СССР в 1970-х годах политической активисткой, афроамериканкой Анджелой Дэвис — прямые от природы волосы Барыкина подвергла химической завивке и одновременно интенсивно загорала в течение нескольких летних месяцев во время гастролей «Весёлых ребят» по южным городам СССР. Сама она утверждала, что о существовании Анджелы Дэвис до этого не знала.
Первое в своей жизни интервью Людмила Барыкина дала в 2009 году — в пятидесятишестилетнем возрасте, почти через двадцать лет после завершения карьеры, — объясняя это тем, что в «Весёлых ребятах» интервью давал только Слободкин, а позже она предпочитала говорить о себе своими делами. Это интервью — практически единственный источник сведений о певице.

## Рецепция
Творчество Людмилы Барыкиной достаточно высоко оценивалось музыкантами-современниками. Клавишник и вокалист Евгений Печёнов, работавший вместе с Барыкиной в вокально-инструментальном ансамбле «Надежда» в 1976—1977 годах (и недолгое время в варьете Центрального дома туриста в первой половине 1980-х годов), спустя тридцать пять лет называл её своей любимой певицей и сожалел, что «не смог это ей в своё время сказать».
Бывший участник группы «Машина времени» Пётр Подгородецкий, написавший о группе и вокруг неё книгу «„Машина“ с евреями», отозвался в ней о Барыкиной периода Центрального дома туриста в превосходном тоне: «Людмила Барыкина. Пела в варьете Центрального дома туриста в 80-е годы. Но как!!!»

## Песни (вокал)

### ВИА «Добры молодцы»
- Без тебя (Юрий Антонов — Игорь Кохановский)
- Был месяц май (Анатолий Киселёв — Игорь Кохановский)
- За речной излукой (Серафим Туликов — Михаил Пляцковский)
- Любит или не любит
- Разве быть могло такое (Вячеслав Добрынин — Игорь Кохановский)
- То не ветер ветку клонит (русская народная песня)

### Альбом «По волне моей памяти»
- Смятение (Давид Тухманов — Анна Ахматова)

### ВИА «Надежда»
- 17 лет (Анатолий Днепров — Владимир Харитонов) (песню также исполнял Игорь Иванов)
- Время не ждёт (Александра Пахмутова — Николай Добронравов) — вокал совместно Людмила Барыкина, Евгений Гудков, Евгений Печёнов[10]
- Осенний сад (Юрий Саульский — Виктор Орлов)
- От дорог устанешь[14]

### ВИА «Весёлые ребята»
- В последний раз (музыка и слова Хосе Луис Пералес, русский текст Владимир Луговой)
- И это всё в Крыму (Вячеслав Добрынин — А. А. Монастырев и О. О. Писаржевская)
- Кукла (Александр Морозов — Глеб Горбовский)
- Никогда не поверю (музыка и слова Bjorklund — Forsey — Jay, русский текст Владимир Луговой)
- Помню, помню (музыка и слова Бенни Андерссон и Бьорн Ульвеус, русский текст Анатолий Монастырский)
- Посреди зимы (Павел Слободкин — Наум Олев)

### Другие
- Пароль дождя (Елена Дединская — Александр Маркевич); песня звучит в саундтреке кинофильма «Женщина дня» (1989).

## Интервью
- Колпаков Валерий, Соловьёв Сергей. Людмила Барыкина: «Весёлые ребята» для меня — целая эпоха: [Интервью с Людмилой Барыкиной]. Вокально-инструментальная эра (13 сентября 2009). Дата обращения: 12 декабря 2015. Архивировано 21 декабря 2015 года.

## Видео
- Лучшие ВИА 70-х: Песни для души! Привет, Андрей! (4 апреля 2020). Дата обращения: 16 мая 2021. Архивировано 16 мая 2021 года. (несколько кадров с Людмилой Барыкиной в диапазоне 1:27:56—1:27:57)

## Комментарии
1. ↑  Руководитель «Надежды» Миша Плоткин впоследствии утверждал, что Слободкин «попросил» у него «солистку на одну поездку за границу, и назад Люда уже не вернулась» (см.: Симонян Георгий. Будь благодарен за прошлое… Вокально-инструментальная эра (январь 2015). Дата обращения: 12 января 2017. Архивировано 13 января 2017 года.).
2. ↑  Другой участник «Весёлых ребят», Валерий Дурандин, работавший в ансамбле одновременно с Людмилой Барыкиной, утверждал, что в «Весёлых ребятах» были группировки — «…Например, по принципу землячества. Петя Макиенко и Виталик Валитов были с Украины. С Петей много играл Барыкин, наверняка, его АлБар и пригласил. АлБар бегал постоянно туда-сюда, то тут поработает, то там. Ещё была группировка Буйнов, Чиненков. Лёша Пузырев перемещался между группами. Гатауллин был сам по себе. Я дружил с Мушкамбаряном. <…> Помимо народа на сцене, ещё ведь была толпа за сценой. Куча народу подпевала из-за кулис. Людей брали на испытательный срок. У нас было певцов пять, которые так и не вышли на сцену. К примеру, Серёжа Кукушкин. Он так сольно и не пел. Какие у него были взаимоотношения с Пашей [Павлом Слободкиным], не понятно. Потом он стал играть на бас-гитаре, затем его убрали, позже он погиб» (см.: Колпаков Валерий, Соловьёв Сергей. Валерий Дурандин: Я играл рок на Красной площади: [Интервью с Валерием Дурандиным]. Вокально-инструментальная эра (март 2011). Дата обращения: 7 марта 2017. Архивировано 8 марта 2017 года.).
3. ↑  По сведениям второй и последней жены Александра Барыкина, Нелли Барыкиной, фамилию в паспорте он не менял: когда она выходила за него замуж, там по-прежнему была фамилия Бырыкин (см.: Черницына Мария. Нелли Барыкина: «Я разбила Саше сердце» // Караван историй. — 2011. — № 8.).